# Crux gemmata
Crux gemmata (lat. ‘križ optočen dragim kamenjem’) oblik je križa tipičan za ranokršćansku i ranosrednjovjekovnu umjetnost koji je barem s jedne strane optočen dragim kamenjem. Stražnja je strana obično urešena gravurama raspeća ili nekim sličnim prikazom.
Kao reprezentativni primjeri uzimaju se križ Justina II., križ iz Staffordshirskoga blaga, Lotarov križ, iberski križ anđelā, kao i Cross of Cong iz Nacionalnoga muzeja Irske.

## Galerija
- Cross of Cong, rano 12. stoljeće, Irski nacionalni muzej u Dublinu
- Križ Justina II, 6. stoljeće, riznica bazilike Sv. Petra, Vatikan
- Križ iz carske riznice u Hofburgu, 11. stoljeće